# Luxung Co
Luxung Co (kinesiska: Luxiong Cuo, 鲁雄错) är en sjö i Kina. Den ligger i den autonoma regionen Tibet, i den sydvästra delen av landet, omkring 420 kilometer nordväst om regionhuvudstaden Lhasa. Luxung Co ligger 4 976 meter över havet. Trakten runt Luxung Co består i huvudsak av gräsmarker.
Genomsnittlig årsnederbörd är 347 millimeter. Den regnigaste månaden är juli, med i genomsnitt 130 mm nederbörd, och den torraste är december, med 2 mm nederbörd.